# Ена (град)
Ена (итал. Enna) град је у југозападној Италији. Град је највеће насеље и средиште истоименог округа Ена у оквиру италијанске покрајине Сицилија.
Са својих 950 m надморске висине Ена је позната као највише окружно средиште у целој Италији.

## Природне одлике
Град Ена налази се у југозападном делу Италије, на 140 км југоисточно од Палерма. Ена се налази готово у средишту острва Сицилија. Град се налази на знатној надморској висини од 920-980 m. посебна вредност града је положај изнад литице, па се из града пружају незаборавне понараме на околне планине Мадоније и Невроди.

## Становништво
Према резултатима пописа становништва 2011. у општини је живело 27.894 становника.
| 1931.  | 1936.  | 1951.  | 1961.  | 1971.  | 1981.  | 1991.  | 2001.  | 2011.  |
| ------ | ------ | ------ | ------ | ------ | ------ | ------ | ------ | ------ |
| 22.371 | 23.581 | 27.263 | 28.323 | 28.189 | 27.838 | 28.273 | 28.983 | 27.894 |

Ена данас има око 28.000 становника, махом Италијана. Пре пола века град је имао исто становника као сада. Последњих деценија број становника у граду стагнира.

## Привреда
Главна грана градске привреде су прехрамбена индустрија и туризам.

## Партнерски градови
- Костур
- Ланферпулгвингилгогерихверндробуландисилиогогогох
- Коста дел Сол
- Għarb
- Зебуг

## Галерија
- Поглед на град Ену из околине
- Један од градских тргова
- Замак Ломбардија
- Градска катедрала